# Pacific International Lines

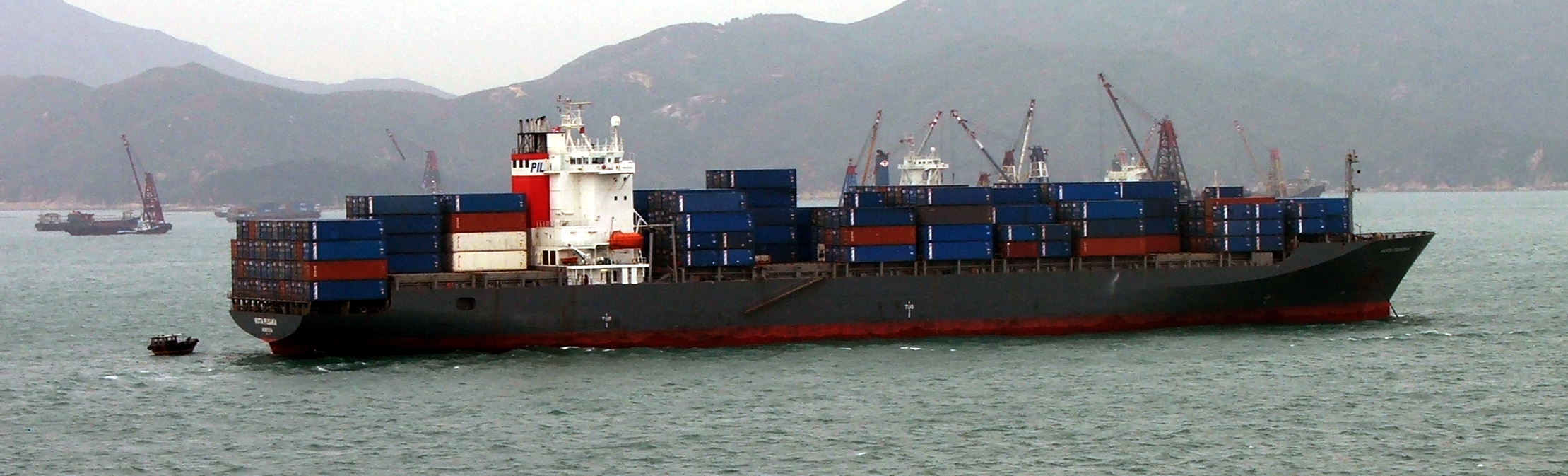
PIL-Containerschiff auf der Reede von Hong Kong

Die singapurische Reederei Pacific International Lines (Private) Limited (PIL) gehört zu den 20 größten Containerreedereien weltweit.

## Geschichte
Gegründet wurde das Schifffahrtsunternehmen 1967 von Chang Yun Chung (YC Chang). PIL begann im kleinen Rahmen mit der Küstenschifffahrt und baute Liniendienste von Singapur nach den Häfen Südostasiens auf. In den folgenden Jahrzehnten dehnte die Reederei ihr Containerliniennetz von Asien nach Europa und dem Schwarzen Meer, Kanada, dem indischen Subkontinent, dem Roten Meer und Persischen Golf, Ost-, West- und Südafrika, Australien, Neuseeland und der südamerikanischen Ostküste aus. Zwischen den wichtigsten Häfen Südostasiens, dem Golf von Bengalen und der indischen Ostküste unterhält die Reederei umfangreiche Zubringerdienste. Darüber hinaus diversifizierte das Unternehmen in die Geschäftsfelder Containerherstellung und Depots, Speditionsdienste, sowie schiffbauliche Beratung und Reparaturen.
Bis heute ist die Pacific International Lines ein familiengeführtes Unternehmen. 2004 wurde ein Umsatz von 1,7 Milliarden US-Dollar erreicht. Im April 2009 betrieb die Reederei über 100 eigene und gecharterte Containerschiffe mit einer Kapazität von 183.000 TEU. Weitere 18 Schiffsneubauten mit 63.000 Containerstellplätzen sollen bis zum September 2011 in Fahrt gesetzt werden. PIL besitzt und betreibt rund 350.000 TEU-Container.